# Walter Luiz Heck
Walter Luiz Heck é um político brasileiro. Em 2005 foi eleito prefeito do município de Crissiumal pelo segundo mandato consecutivo.
Walter Heck foi eleito vice-prefeito de Crissiumal em 1996. Em 2000 e 2004 foi eleito prefeito no mesmo município. Durante seus mandatos organizou vários programas de desenvolvimento como o Via Lácteo, programa de qualificação de famílias para a atividade leiteira. Foi também responsável pela idealização do Pacto Fonte Nova.